# Klášterský Mlýn
Klášterský Mlýn je malá vesnice, část města Rejštejn v okrese Klatovy v Plzeňském kraji. Nachází se na levém břehu řeky Otavy asi 400 metrů severozápadně od Rejštejna. Je zde evidováno 16 adres. V roce 2021 zde trvale žilo 33 obyvatel.
Klášterský Mlýn leží v katastrálních územích Klášterský Mlýn I o rozloze 0,52 km² a Klášterský Mlýn II o rozloze 0,32 km².
Vesnice leží při soutoku řek Otava a Losenice, která přitéká od Rejštejna.

## Historie
První písemná zmínka o vesnici pochází z roku 1654.

## Obyvatelstvo
| Rok            | 1869 | 1880 | 1890 | 1900 | 1910 | 1921 | 1930 | 1950 | 1961 | 1970 | 1980 | 1991 | 2001 | 2011 | 2021 |
| -------------- | ---- | ---- | ---- | ---- | ---- | ---- | ---- | ---- | ---- | ---- | ---- | ---- | ---- | ---- | ---- |
| Počet obyvatel | 187  | 173  | 171  | 173  | 165  | 164  | 151  | 116  | 31   | 57   | 57   | 47   | 52   | 38   | 33   |
| Počet domů     | 8    | 8    | 8    | 9    | 11   | 10   | 14   | 12   | 12   | 9    | 8    | 9    | 14   | 16   | 15   |

## Sklárna
V roce 1836 založil v Klášterském Mlýně Johann Baptist Eisner von Eisenstein sklářskou huť. Sklárnu roku 1850 koupila Susanne, vdova po Johannu Lötzovi (1788-1844), brusiči skla a zakladateli sklárny Lötz. Firma se proslavila již během 60. až 90. let 19. století jako dvorní dodavatel rakouského císaře a prostřednictvím vídeňské obchodní firmy J. & L. Lobmeyr dodávala své sklo mimo jiné do islámských zemí a obesílala světové výstavy. 
Koncem 19. století, kdy většinu výrobků navrhoval umělecký ředitel sklárny Max von Spaun, firma získala opět četná uznání. Největší úspěch pak sklárna měla na světové výstavě v Paříži v roce 1900. Mnoho dekorů a jejich jmen si firma Johann Lötz dala patentovat. 
Po roce 1900 se firma orientovala na secesní sklo. V roce 1913 byla pod vedením vnika zakladatelů založena nová společnost Johann Lötz Witwe, která vyráběla secesní sklo barevné, s povrchem irizovaným horkými kovovými párami, které způsobují duhové zabarvení, či listrovým povrchem, a na kamejové sklo. 
Začátkem 20. století s firmou spolupracovali vídeňští návrháři z Wiener Werkstätte Josef Hoffmann a Michael Powolny a Louis Comfort Tiffany z newyorské firmy Tiffany & Co., která odebírala vázy, číše, poháry, lampy a vitrážová skla. V roce 1930 sklárna vyhořela a v roce 1939 firma vyhlásila bankrot. Sklárna zanikla v roce 1947.

## Pamětihodnosti
- secesní Spaunova vila (čp. 4, kulturní památka ČR), architekta Leopolda Bauera